# Faux, Ardennes

Faux este o comună în departamentul Ardennes din nordul Franței. În 1 ianuarie 2022 avea o populație de 63 de locuitori.